# Орловский сельсовет (Убинский район)
Орловский сельсовет — сельское поселение в Убинском районе Новосибирской области Российской Федерации.
Административный центр — село Орловское.

## История
Статус и границы сельского поселения установлены Законом Новосибирской области от 2 июня 2004 года № 200-ОЗ «О статусе и границах муниципальных образований Новосибирской области»

## Население
| 2002 | 2010 | 2012 | 2013 | 2014 | 2015 | 2016 |
| ---- | ---- | ---- | ---- | ---- | ---- | ---- |
| 390  | ↘308 | ↘303 | ↘296 | ↘291 | ↘288 | ↘273 |
| 2017 | 2018 | 2019 | 2020 | 2021 |      |      |
| ↘267 | ↘261 | →261 | ↘255 | ↘254 |      |      |

## Состав сельского поселения
| № | Населённый пункт | Тип населённого пункта       | Население |
| - | ---------------- | ---------------------------- | --------- |
| 1 | Ачеканка         | деревня                      | ↘24       |
| 2 | Новобородино     | деревня                      | ↘9        |
| 3 | Орловское        | село, административный центр | ↘182      |